# Haunted House (videogioco)
Haunted House è un videogioco programmato dallo sviluppatore James Andreasen nel 1982 per la console Atari 2600. 
Ricevette recensioni positive da pubblicazioni contemporanee di videogiochi come The Space Gamer ed Electronic Games. 
Alcuni critici di videogiochi hanno eletto Haunted House come il primo esempio di videogioco survival horror, genere che ora conta molti videogiochi di culto. 
Il gioco ha, in seguito, ricevuto vari remake nel 2010, nel 2014 e, infine, nel 2023.

## Modalità di gioco
Haunted House è un videogioco per giocatore singolo, in cui l'obiettivo è recuperare tre pezzi di un'urna magica posizionati in 24 stanze di un palazzo e riportarli all'ingresso. Gli oggetti e alcune aree del gioco vengono illuminate dal giocatore con dei fiammiferi che il giocatore può accendere o spegnere.